# Objekt-Monitor
Ein Objekt-Monitor (auch: object transaction monitor) ist eine Art von Middleware, die im Wesentlichen als Resultat der Konvergenz zwischen TP-Monitoren und Objekt-Brokern gesehen werden kann. Der Name Objekt-Monitor setzt sich aus den Bestandteilen ebendieser Formen von Middleware zusammen: Objekt-Broker und TP-Monitor.
Mit der Entwicklung der Objekt-Broker Anfang der 1990er Jahre wurde versucht, die Funktionalität objektorientierter Middleware-Plattformen zu spezifizieren und standardisieren; bald wurde klar, dass ein großer Teil dieser Funktionalität auch von TP-Monitoren geboten wurde. Umgekehrt führte der Trend zur objektorientierten Programmierung dazu, dass die erprobte Funktionalität von TP-Monitoren, die ursprünglich im Kontext imperativer Programmiersprachen zum Einsatz kam, nun auch für objektorientierte Programmierumgebungen gewünscht wurde. Diese Entwicklung führte schließlich zur Konvergenz beider Middlewareformen; im Wesentlichen handelt es sich bei Objekt-Monitoren um TP-Monitore mit objektorientierten Schnittstellen.